# Canthidermis sufflamen
Canthidermis sufflamen és un peix teleosti de la família dels balístids i de l'ordre dels tetraodontiformes.

## Morfologia
Pot arribar als 65 cm de llargària total.

## Distribució geogràfica
Es troba a les costes de l'Atlàntic occidental (des del Canadà fins a Massachusetts, Bermuda, i des del nord del Golf de Mèxic fins a Sud-amèrica) i de l'Atlàntic oriental (Cap Verd, Santa Helena i Sao Tomé).